# Cañizar
Cañizar es un municipio y localidad española de la provincia de Guadalajara, en la comunidad autónoma de Castilla-La Mancha. El término municipal tiene una población de 73 habitantes (INE 2024).

## Historia
La zona es reconquistada a finales del siglo XI, pasando Cañizar a la jurisdicción de la villa de Hita, guardando su Fuero. Todo el territorio tenía una jurisdicción de realengo y a comienzo del siglo XIV fue entregada la aldea de Cañizar por Alfonso XI a su cortesano Hernán Rodríguez Pecha, en señorío. Posteriormente pasaría a manos del alcarreño Iñigo López de Orozco, señor de Hita, y a partir de entonces, en el siglo XIV, Cañizar quedó incluida en dicho señorío y fue patrimonio entre los siglos XV y XIX de los duques del Infantado. En 1672, y mediante el pago de 2200 ducados por todos los vecinos, Cañizar obtuvo el privilegio real de ser villa independiente de la jurisdicción de Hita.
Hacia mediados del siglo XIX el lugar contaba con una población censada de 566 habitantes. La localidad aparece descrita en el quinto volumen del Diccionario geográfico-estadístico-histórico de España y sus posesiones de Ultramar de Pascual Madoz de la siguiente manera:

CAÑIZAR : v. con ayunt. en la prov. de Guadalajara (3 1/2 leg.), part. jud. de Brihuega (3), aud. terr. y c. g. de Madrid (13), dióc. de Toledo (25): SIT. en el llano de una colina entre dos vistosas vegas, combatida por el viento N.; su CLIMA es muy sano, sin conocerse enfermedades especiales: tiene 160 CASAS; la de ayunt. muy buena con granero para el pósito; escuela de instrucción primaria concurrida por 52 alumnos, á cargo de un maestro dolado con 2,000 rs.; urna enseñanza de niñas dolada con 2 rs. diarios por el Sr. ob. de Canarias (natural de esta v.), y ademas la retribución convenida con los padres de las 30 discipulas que asisten; una igl. parr. (Sta. Cruz) servida por un cura de térm. y de provisión en concurso. TÉRM.: confina N. Hita y monast. de Sopetran; E. Rebollosa y Torija; S. Ciruelas, y O. Heras y Torre del Vulgo; comprende los desp. Barrecas, Sobargas y Zambranos; tiene 3 fuentes de buenas aguas, y una ermita (la Vera-Cruz ó la Soledad) al S. del pueblo: el TERRENO es llano, de buena calidad, y le fertiliza el r. Vadiel. CAMINOS: los de pueblo á pueblo, muy capaces y en el mejor estado. CORREO: lo recibe de la estafeta de Torija por medio de un balijero los martes, jueves y sábados, saliendo los mismos dias. PROD.: trigo, cebada, centeno, avena, vino, aceite, garbanzos, guisantes, otras muchas semillas, melones, calabazas y hortalizas; cria ganado lanar churro, y las caballerías necesarias para la labor, caza de liebres y perdices. IND.: la agrícola y un molino de aceite con 2 muelas. COMERCIO: esportacion del sobrante de frutos á los pueblos limítrofes, é importación de los art. de consumo que no produce el TERRENO. POBL.: 170 vec., 566 alm. CAP. PROD.: 2.673,050 reales. IMP.: 207,305. CONTR.: 17,422 . PRESUPUESTÓ MUNICIPAL: 6,800 rs., se cubre con los fondos de propios y arbitrios, y reparto vecinal en caso de déficit.
(Madoz, 1846, p. 498)

## Demografía
Cañizar cuenta con una población de 73 habitantes (INE 2024).
| Gráfica de evolución demográfica de Cañizar entre 1842 y 2021                                                       |
| |
| Población de derecho según los censos de población del INE Población de hecho según los censos de población del INE |

## Patrimonio

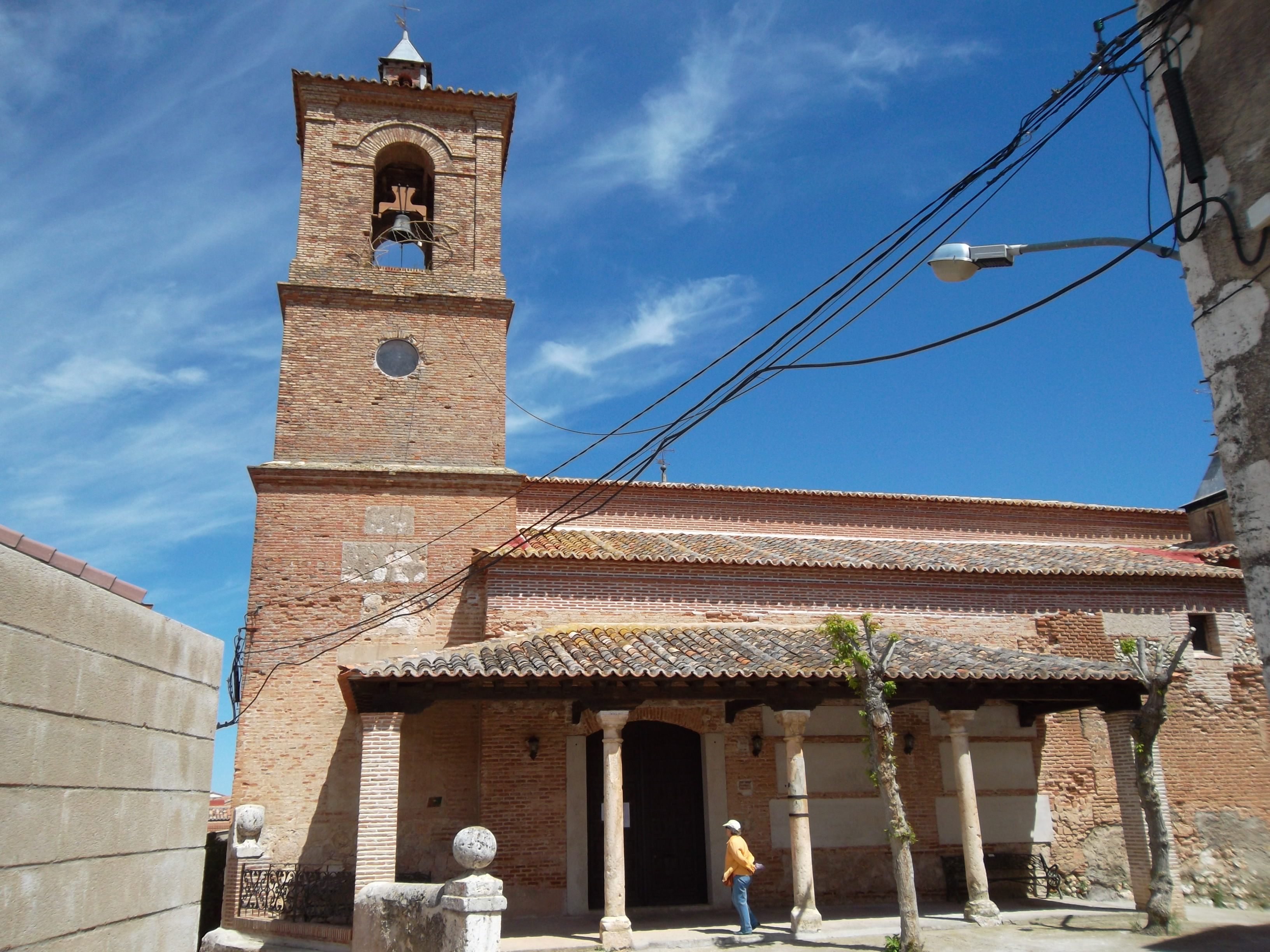
Iglesia de la Santa Cruz

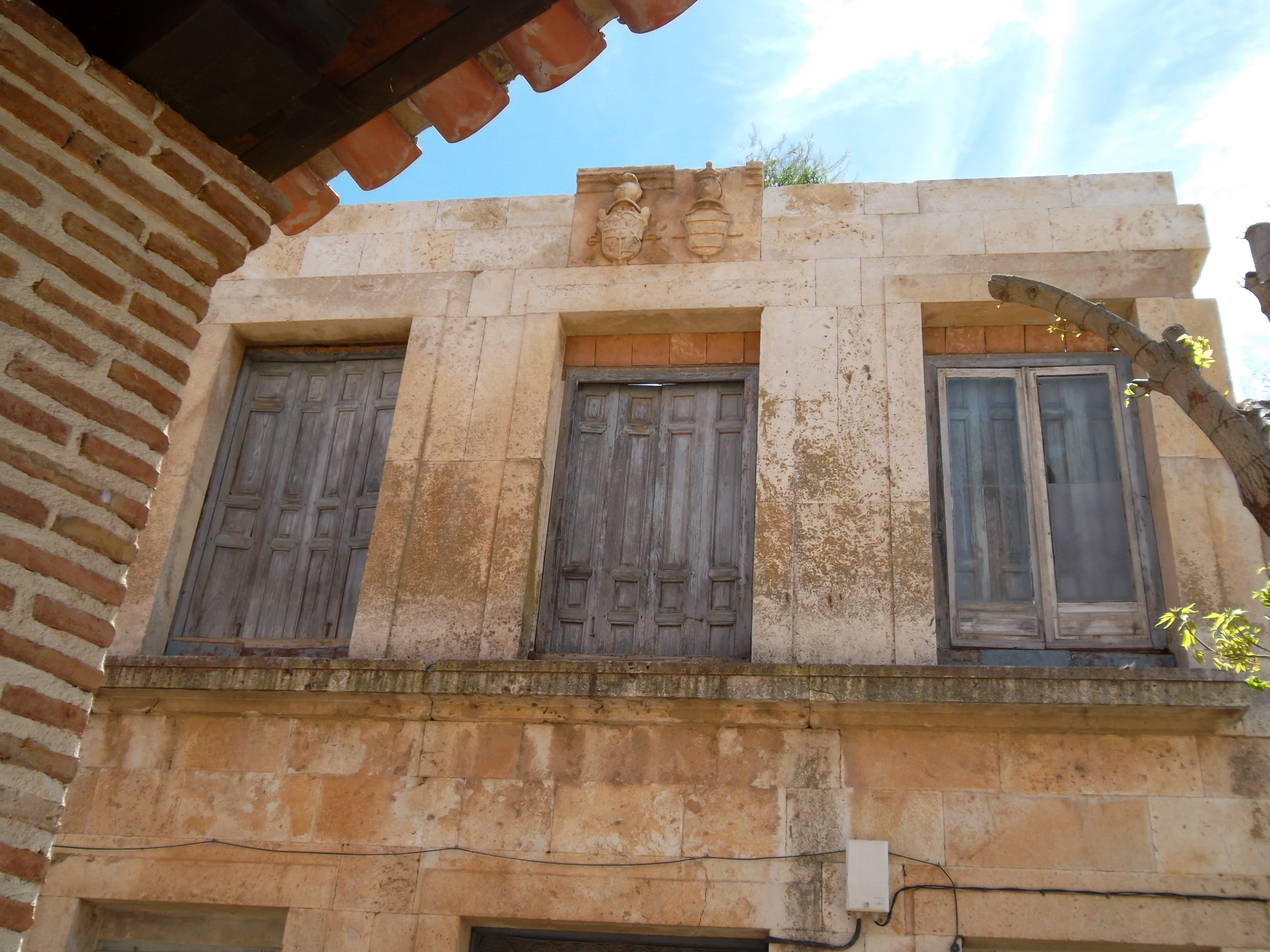
Casa de los Romo

- Iglesia parroquial de la Santa Cruz, de finales del siglo XVI, con fábrica de aparejo de ladrillo y mampuesto calizo en hiladas alternas. La torre de las campanas, orientada al oeste, está totalmente construida en ladrillo y presenta tres cuerpos.
- Palacio de los Romos, situado frente de la iglesia. De la familia de los Romo (del Cardenal Judas José Romo), construido a finales del siglo XVIII aunque quedó inacabado. Su fachada está hecha de sillar calizo bien labrado, con portada adintelada, ventanas y balcones en la misma composición. Los escudos nobiliarios de la familia presiden la fachada principal (bajo el alero).
- Iglesia de San José, construida en el siglo XV, de estilo mudéjar y notablemente restaurada.
- Ermita de la Virgen de la Soledad.
- Algunas casas nobiliarias y ejemplos notables de arquitectura popular neomudéjar.